# Deering (New Hampshire)
Pour les articles homonymes, voir Deering.
Deering est une municipalité américaine située dans le comté de Hillsborough au New Hampshire. Selon le recensement de 2010, sa population est de 1 912 habitants.

## Géographie
La municipalité s'étend sur 31,44 milles carrés (81,43 km2), dont 0,64 milles carrés (1,66 km2) d'étendues d'eau.

## Histoire
Deering devient une municipalité en 1774. La localité est nommée en l'honneur de l'épouse du gouverneur John Wentworth, dont Deering est le nom de jeune fille,.